# Ždírecký potok
Ždírecký potok je pravostranný přítok Zlatého potoka v okrese Jihlava v Kraji Vysočina. Délka jeho toku činí 5,7 km. Plocha povodí měří 12,6 km².

## Průběh toku
Potok pramení jihovýchodně od Ždírce v nadmořské výšce okolo 525 m. Na horním toku teče převážně západním až severozápadním směrem. V okolí Ždírce, kterým protéká, napájí několik menších rybníků. Od propustku pod silnicí spojující Střítež a Ždírec se potok obrací na sever, napájí dva rybníky a vtéká do lesa, který je nazýván Holotympl. Při severním okraji lesa vzdouvá hladinu potoka stejnojmenný rybník. Odtud teče Ždírecký potok na sever k Dobronínu, kde se vlévá zprava do Zlatého potoka na jeho 9,1 říčním kilometru.